# Trachytalis distinguenda
Trachytalis distinguenda  (лат.) — вид равнокрылых насекомых рода Trachytalis из семейства горбаток (Membracidae). Северная Америка: Мексика. Голова и пронотум грубо пунктированы. Пронотум простой, без боковых и спинных выступов и шипов; задний выступ лишь слегка может покрывать передние крылья. Жилка R 2+3 в передних крыльях представлена только как маргинальная жилка; в задних крыльях жилка R 2+3 редуцирована или отсутствует; развита поперечная жилка r-m